# 九龍塘

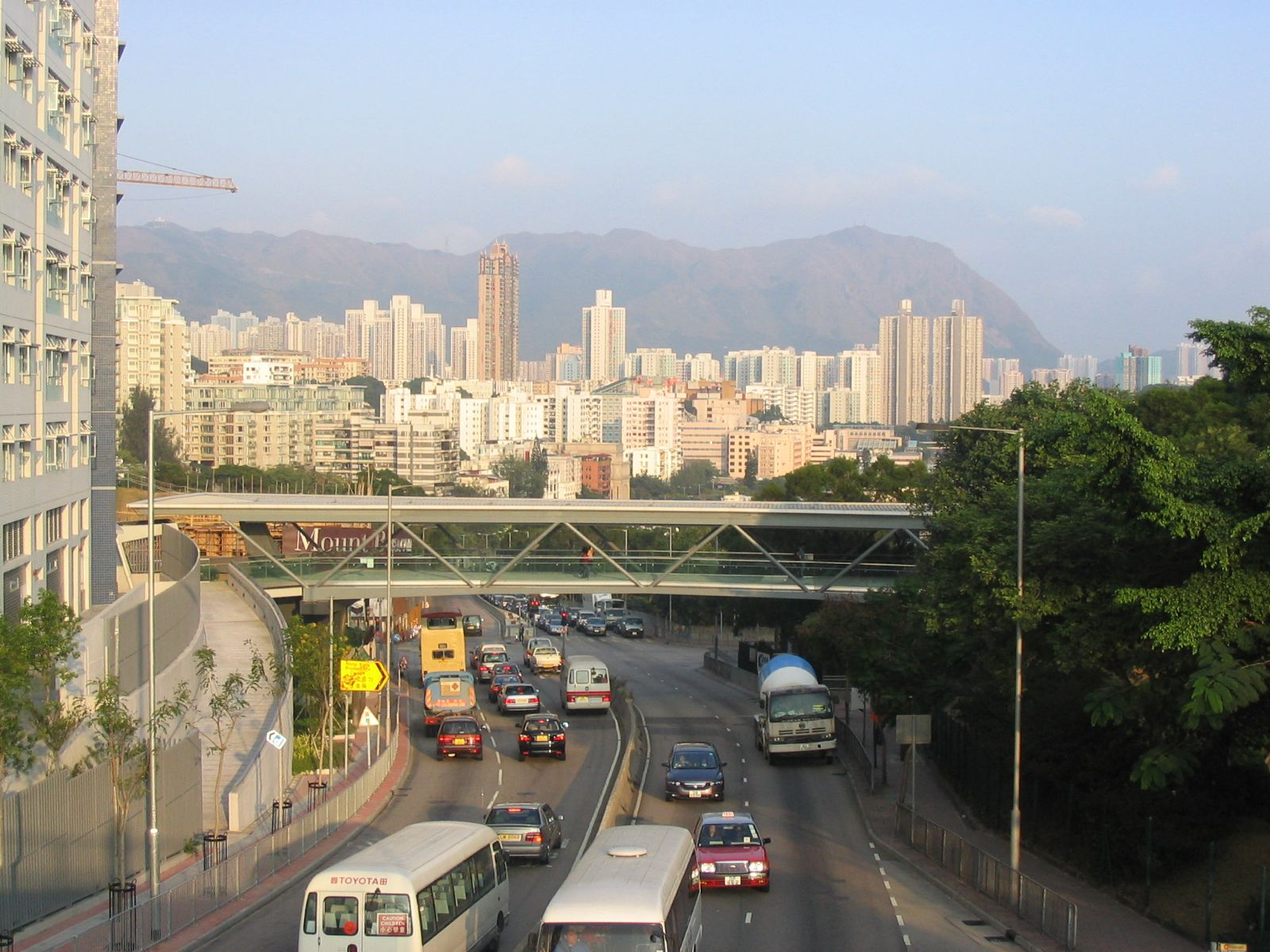
歌和老街から見た九龍塘北部

九龍塘（広東語読み: ガウロントン、英語名: カオルーントン、Kowloon Tong）は、香港の九龍北部にある住宅、文教地区である。

## 概要
九龍サイドで有数の高級住宅地である。香港には珍しい低層の高級住宅地がある。また香港城市大学や香港浸會大学などの大学や、キリスト教系などを中心とした私立の学校が多い。ただし低層住宅が多かったのは、旧啓徳空港が近く飛行機の通り道であったことから建物の高さ規制が敷かれていたからという理由もあり、旧空港が閉鎖されてからは、香港ならではの高層建築も増えてきている。それゆえ景観の破壊が危惧されている。
また、以下の理由で道路、鉄道交通の要衝でもある。香港仔を基点として、銅鑼湾、紅磡海底隧道（クロスハーバートンネル）を経て九龍を南北に貫き、獅子山隧道を抜け沙田にいたる1号幹線道路が、街の真ん中を貫いている。一般に香港の1から9まである幹線道路は、信号がなく立体交差もしくは高速道路形式の道路が多いが、1号幹線道路のここ九龍塘の区間は、信号がある、一般道路と変わらない様相の通りになっている。このため、ただでさえ渋滞がもっとも激しいといわれる1号幹線道路にあって、この区間は慢性的に渋滞している。
さらに地下鉄と香港鉄路東鉄線が交わる乗換駅、九龍塘駅がある。地下鉄と東鉄線が同名駅で乗換えができる唯一の駅のため、乗り換え客で終始ごった返している（もうひとつ尖沙咀駅と尖東駅で乗換えができるが、こちらは数百メートルもの地下通路を歩かなくてはならず、不便である。）。
九龍塘には、香港島の山頂（ザ・ピーク）や浅水湾（レパルスベイ）と並び、香港の富裕な著名人が多く住んでいる。
また、九龍塘駅近くには、又一城（フェスティバルウォーク）と呼ばれる九龍では有数の大型ショッピングモールがあり、商業地区としても地位も無視できない。